# Ми нисмо анђели 2
Ми нисмо анђели 2 је наставак филма Ми нисмо анђели. Редитељ и сценариста је, као и у претходном делу, Срђан Драгојевић. Већи део глумачке екипе је исти, са истим или сличним улогама. Жанровски је опредељен као тинејџерска комедија. У филму дебитује Мирка Васиљевић, у главној женској улози.
Филм Ми нисмо анђели 2 је римејк америчког филма Прсте себи, она је још млада! из 1989.

## Радња
Никола је и даље заводник иако су године учиниле своје. Безбрижну рутину београдског швалера драматично прекида његова ћерка мезимица Софија, која тек што је напунила 15 година, а „напаљени“ тинејџери почињу да наваљују на њена врата.
Све донедавно Софија је била класична мушкарача која са татом иде на утакмице и пуца у пеинт бол арени (тата је власник пеинт бол клуба „Мали Стаљинград“). Онда, за 15. рођендан, његова бивша супруга Марина и њена пријатељица Виолета Зубић унајмљују модне и козметичке експерте који ће од „ружног пачета“ направити „секси лабуда“.
Ипак, прави пакао за Николу настаје тек кад Марина и Виолета оду на недељу дана у Рим и препусте њему бригу о Софији. Притиснут буљуцима удварача, Никола почиње да луди и користи трикове, насиље и психотерапију како би Софију одбранио од удварача.
Николина ћерка Софија, девојчица од 15 година, почиње да показује интересовање за супротни пол, док Никола, патолошки љубоморан отац, улаже максималне напоре да своју јединицу заштити од било каквог мушког утицаја и не бирајући средства елиминише све потенцијалне кандидате. Наравно, то није нимало лако, посебно што су ђаво и анђео поново одлучили да се опкладе око „срећног или несрећног краја“.

## Улоге
| Глумац            | Улога   |
| ----------------- | ------- |
| Никола Којо       | Никола  |
| Мирка Васиљевић   | Софија  |
| Лука Кнежевић     | Марко   |
| Срђан Тодоровић   | Ђаво    |
| Урош Ђурић        | Анђео   |
| Милена Павловић   | Марина  |
| Весна Тривалић    | Виолета |
| Зоран Цвијановић  | Ђура    |
| Мики Манојловић   | Милан   |
| Горан Јевтић      | Андреја |
| Ненад Стојменовић | Божидар |

## Занимљивости
На кастингу за улогу Софије била је и популарна глумица Марија Бергам.